# Dietmar Tönsfeldt

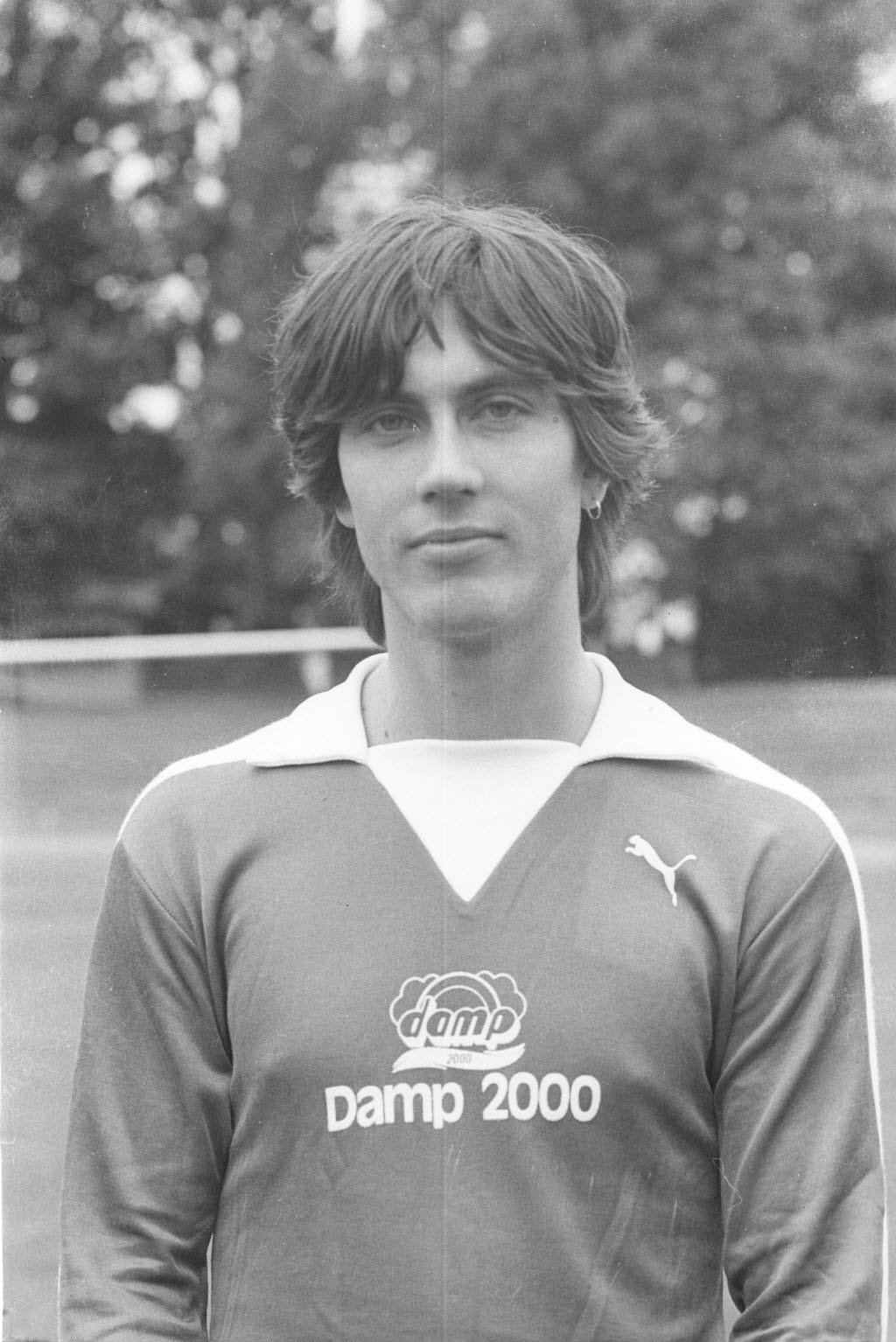
Dietmar Tönsfeldt (1978)

Dietmar Tönsfeldt (* 26. Januar 1956) ist ein ehemaliger deutscher Fußballspieler.

## Laufbahn
Tönsfeldt stieg 1978 mit Holstein Kiel in die 2. Fußball-Bundesliga auf. Zwischen 1979 und 1981 wurde der Mittelfeldspieler in 99 Zweitliga-Partien eingesetzt, in der Spielrunde 1980/81 erfolgte der Abstieg. Er spielte bei Holstein an der Seite seines älteren Bruders Volker Tönsfeldt.
1984 wechselte er von Kiel zum Oberliga-Aufsteiger Hummelsbütteler SV. Im September 1984 wurde er erstmals in die Amateurauswahl des Hamburger Fußball-Verbands berufen. Er erreichte mit Hummelsbüttel in der Saison 1984/85 unter Trainer Eugen Igel die Aufstiegsrunde zur 2. Bundesliga. Ab 1986 war er beim TuS Hoisdorf.
Tönsfeldt studierte Rechtswissenschaft an der Christian-Albrechts-Universität zu Kiel. Beruflich wurde er im Bereich Informationstechnik innerhalb des Lufthansakonzerns tätig.